# Antiblemma argyrozonea
Antiblemma argyrozonea är en fjärilsart som beskrevs av George Francis Hampson 1926. Antiblemma argyrozonea ingår i släktet Antiblemma och familjen nattflyn. Inga underarter finns listade i Catalogue of Life.